# Mekar Sari (Pulau Rakyat)
Mekar Sari is een bestuurslaag in het regentschap Asahan van de provincie Noord-Sumatra, Indonesië. Mekar Sari telt 4172 inwoners (volkstelling 2010).